# ESOL
CELA (англ. Cambridge English Language Assessment), Кембриджские экзамены — группа экзаменов по английскому языку, проводимых одноимённым подразделением экзаменационного совета Кембриджского университета (UCLES).

## История
UCLES (University of Cambridge Local Examinations Syndicate) — подразделение Кембриджского университета — создано в 1858 году с целью проведения экзаменов в школах. Позднее его функции были расширены.
В 1913 году появился первый тест — CPE (Certificate of Proficiency in English). В 1939 году — Lower Certificate in English, ныне известный как FCE. В 1991 был разработан тест CAE (Certificate in advanced English), являющийся «промежуточным» между экзаменами FCE и CPE.
Периодически проводились изменения содержания тестов.

## Экзамены и сертификация
ESOL делятся на несколько категорий:
- Для детей (Young Learners)
- Общий английский (General English)
- Школьные экзамены (Exams for Schools)
- Профессиональный английский (Professional English)
- Академический английский (Academic English)

### Для детей (Young Learners)
Имеет трёхуровневую систему:
1. Starters — 7 лет
2. Movers — от 8 до 11
3. Flyers — от 9 до 12

### Общий английский (General English)
Набор экзаменов General English имеет пятиуровневую систему:
1. КЕТ (Key English Test)
2. PET (Preliminary English Test)
3. FCE (First Certificate in English) — Первый Кембриджский сертификат
4. CAE (Certificate in Advanced English) — Кембриджский сертификат продвинутого уровня
5. СРЕ (Certificate of Proficiency in English) — Кембриджское свидетельство о свободном владении английским языком

### Профессиональный английский (Professional English)

#### Деловой английский язык
- BEC (Business English Certificates): Три уровня сложности (Preliminary, Vantage and Higher).
- BULATS (Business Language Testing Service).

#### Юридический английский
- ILEC (International Legal English Certificate).

### Академический английский (Academic English)
- IELTS

### Отдельные навыки — Certificates in English Language Skills (CELS)
Certificates in English Language Skills (CELS) предлагают отдельную оценку каждого языкового навыка и являются наиболее предпочтительными для людей, которым не требуется демонстрировать одинаковый уровень подготовки по всем четырём языковым навыкам. Каждый навык оценивается отдельно по трём уровням, и кандидаты могут выбирать не только навыки, но и уровень.

## Связь с CEFR
Кембриджские экзамены ESOL связаны с CEFR. Таблица соответствия ESOL CEFR показана ниже:
| Уровень CEFR | YLE    | Основной блок | Экзамены BEC | BULATS | IELTS     | Экзамены CELS |
| ------------ | ------ | ------------- | ------------ | ------ | --------- | ------------- |
| C2           | -      | CPE           | -            | 90-100 | 8.5 — 9.0 | -             |
| C1           | -      | CAE           | BEC H        | 75-89  | 7.0 — 8.0 | CELS H        |
| B2           | -      | FCE           | BEC V        | 60-74  | 5.5 — 6.5 | CELS V        |
| B1           | -      | PET           | BEC P        | 40-59  | 4.0 — 5.0 | CELS P        |
| A2           | Flyers | КЕТ           | -            | 20-39  | -         | -             |
| A1           | Movers | -             | -            | 0-19   | -         | -             |